# 朧車

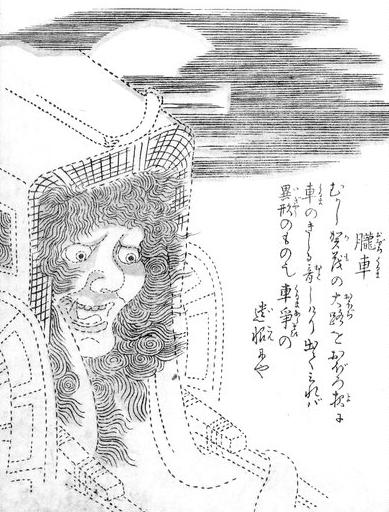
出自鳥山石燕《今昔百鬼拾遺》的「朧車」

朧車（日语：／ Oboroguruma */?），是江戶時代浮世繪畫家鳥山石燕作品《今昔百鬼拾遺》所描繪的妖怪，據說每到了朦朧的月夜，便會出現在京都的賀茂大路上。其外型看似是一輛普通的牛車，然而在前面卻有著一張人臉。其由來據說是因為以前在賀茂大路上有很多牛車的休息場，養牛的人常會彼此起爭執，而其仇恨遺留下來，便化作了這種妖怪。
朧車雖然樣貌可怕和詭異，但傳說上並無迫害或是威脅人類的記錄，不過夜深人靜時會出現在大街上狂奔。

## 參看
- 日本妖怪列表